# Ophthalmapseudes
Ophthalmapseudes är ett släkte av kräftdjur. Ophthalmapseudes ingår i familjen Anthracocarididae.
Ophthalmapseudes är enda släktet i familjen Anthracocarididae.
Kladogram enligt Catalogue of Life:
| Ophthalmapseudes | \| \| Ophthalmapseudes acutirostris \| \| \| \| \| \| Ophthalmapseudes friedericainus \| \| \| \| \| \| Ophthalmapseudes giganteus \| \| \| \| \| \| Ophthalmapseudes rhenanus \| \| \| \| |
|                  | \| \| Ophthalmapseudes acutirostris \| \| \| \| \| \| Ophthalmapseudes friedericainus \| \| \| \| \| \| Ophthalmapseudes giganteus \| \| \| \| \| \| Ophthalmapseudes rhenanus \| \| \| \| |
|                  | Ophthalmapseudes acutirostris |
|                  | |
|                  | Ophthalmapseudes friedericainus |
|                  | |
|                  | Ophthalmapseudes giganteus |
|                  | |
|                  | Ophthalmapseudes rhenanus |
|                  | |